# Onthophagus germanus
Onthophagus germanus är en skalbaggsart som beskrevs av Gillet 1927. Onthophagus germanus ingår i släktet Onthophagus och familjen bladhorningar. Inga underarter finns listade i Catalogue of Life.